# Raffaele d’Ambrosio
Raffaele d’Ambrosio O.F.M. (ur. 1 lutego 1810 w Boscoreale, zm. 1901) – włoski duchowny katolicki, arcybiskup metropolita Durrës w latach 1847-1892.

## Życiorys
Pochodził z Kampanii. W 1830 wstąpił do zakonu Franciszkanów. W 1834 został wyświęcony na księdza. 17 grudnia 1847 został mianowany arcybiskupem archidiecezji Durrës. Kierował nią do 1892. 25 lutego 1848 otrzymał sakrę biskupią. 14 lipca 1893 mianowany tytularnym arcybiskupem Achrydy. Zmarł w 1901.